# Bohdanečský rybník
Bohdanečský rybník je rybník nedaleko města Lázně Bohdaneč v okrese Pardubice v Pardubickém kraji v České republice. Má rozlohu 158 ha. Dosahuje maximální hloubky 2 m. Leží v nadmořské výšce 218 m. Okolo rybníka se nachází národní přírodní rezervace Bohdanečský rybník a rybník Matka.

## Vodní režim
Bezprostředně vedle něj se nachází rybník Matka. Oba jsou spojené Opatovickým kanálem s Labem.

## Historie
Po roce 1472 Jindřich Minsterberský vybudoval Bohdanečský rybník a sousední Rosický rybník a patří mezi nejstarší v pernštejnské rybniční soustavě.

## Ochrana přírody
Se sousedním rybníkem Matka a bezprostředním okolím je součástí evropsky významné lokality Bohdanečský rybník a rybník Matka, která je taktéž národní přírodní rezervací. Spolu se Zábranskými rybníky náleží k Ptačí oblasti Bohdanečský rybník.